# Tom & Jerry
Denne side handler om figurerne Tom & Jerry og serien af tegnefilm. For filmen fra 2021, se Tom & Jerry (film fra 2021).
Tom & Jerry er en amerikansk animeret mediefranchise og serie af komedie-tegnefilm fra 1940, som er skabt af William Hanna og Joseph Barbera. Bedst kendt for sine 161 animerede kortfilm produceret af Metro-Goldwyn-Mayer, følger serien uvenskabet og konflikterne mellem titelkarakterne, katten Tom og musen Jerry. Flere af tegnefilmene har adskillige gennemgående bikarakterer.    

## Episoder (ufuldstændige)
1. De to Musketerer
2. Musen og løven